# Rozhledna Práchovna
Rozhledna Práchovna (také Zálabská bašta) se nachází na pravém břehu Labe, na Zálabské skále v severní části Kolína a je zapsána v Ústředním seznamu kulturních památek České republiky.

## Historie
Pozdně gotická kamenná věž byla postavena v polovině 15. století jako předsunuté stanoviště opevnění kolínského hradu. První písemná zmínka o „baště nad mlýnem zálabským“ pochází z roku 1497. Věž také střežila vstup na most přes Labe. V 16. a 17. století sloužila jako vodárna. Název Práchovna (prachárna) vznikl po roce 1757, kdy byl do věže přesunut z centra Kolína sklad střelného prachu. Od konce 19. století věž chátrala, ztratila jehlanovou střechu a schodiště. V roce 2006 byla rekonstruována, bylo vestavěno dřevěné schodiště a skleněná střecha. Věž byla zpřístupněna jako rozhledna.

## Stavební podoba
Věž je hranolová stavba z neomítaného lomového kamene postavena na čtvercovém půdorysu. V hladkých stěnách jsou prolomena tři úzká okna. V ose západní stěny je umístěn vchod s obloukovým záklenkem bez ostění. Po rekonstrukci bylo vsazeno dřevěné schodiště s 77 schody a věž zastřešena skleněnou rovnou střechou.